# Santo Domingo Oeste
Santo Domingo Oeste é um município da República Dominicana pertencente à província de Santo Domingo.
Sua população estimada em 2012 era de 693 255 habitantes.

## Visão geral
Santo Domingo Oeste foi criado como município em 2001 pela lei nº 163-01, dividindo a província de Santo Domingo do Distrito Nacional, incluindo as partes da região metropolitana de Santo Domingo, a oeste do DR-1 (Autopista Duarte).